# Cyclophyllum longipetalum
Cyclophyllum longipetalum är en måreväxtart som beskrevs av Sally T. Reynolds och Rodney John Francis Henderson. Cyclophyllum longipetalum ingår i släktet Cyclophyllum och familjen måreväxter. Inga underarter finns listade i Catalogue of Life.